# Refinería de Gibraltar-San Roque
La refinería de Gibraltar - San Roque es una refinería de petróleo de la empresa CEPSA situada en la orilla norte de la Bahía de Algeciras, entre los núcleos de Puente Mayorga y Guadarranque, en el término municipal de San Roque, Cádiz, España.
Ocupa 150 hectáreas y tiene una capacidad de refino de 12 millones de toneladas al año, lo que le convierte en la mayor refinería española.

## Historia
En 1927 la Ley del Monopolio de Petróleos establecía que toda la industria petrolera de la España peninsular debía quedar monopolizada en CAMPSA, sociedad anónima con participación estatal. Debido a la ley, los inversores privados que querían iniciarse en el refino de petróleo se vieron obligados a llevar sus proyectos a las Islas Canarias. Así se crea en 1929 CEPSA, primera petrolera española de capital completamente privado, que comienza su andadura en 1930 con la Refinería de Santa Cruz de Tenerife.
En los años 60 la empresa CEPSA necesita ampliar su capacidad de refino, así que en 1962 se presenta al gobierno la propuesta de construir una nueva refinería en Vizcaya. El gobierno había establecido el Plan de Desarrollo del Campo de Gibraltar para paliar el subdesarrollo de la zona, por lo que propone a CEPSA que la nueva refinería se realice en esta zona. CEPSA presenta el proyecto en la nueva zona en 1964, comienza la construcción en 1965 e inaugura la factoría en 1967.
Con la llegada de la crisis del petróleo de 1973 CEPSA intenta diversificar su negocio, por lo que dedica parte de la refinería a la industria petroquímica. En los años 80 la entrada de España en la Unión Europea modifica drásticamente el funcionamiento del mercado, por lo que se llevan a cabo actuaciones en la planta de cara a adaptarse a la plena competencia. Desde entonces los mayores cambios en la factoría han servido para aumentar su eficiencia y aumentar su calidad medioambiental.
Desde 2004 dispone de una central eléctrica de ciclo combinado denominada central térmica de Campo de Gibraltar, que además de generar electricidad para el mercado general alimenta de vapor a la refinería.

## Puerto

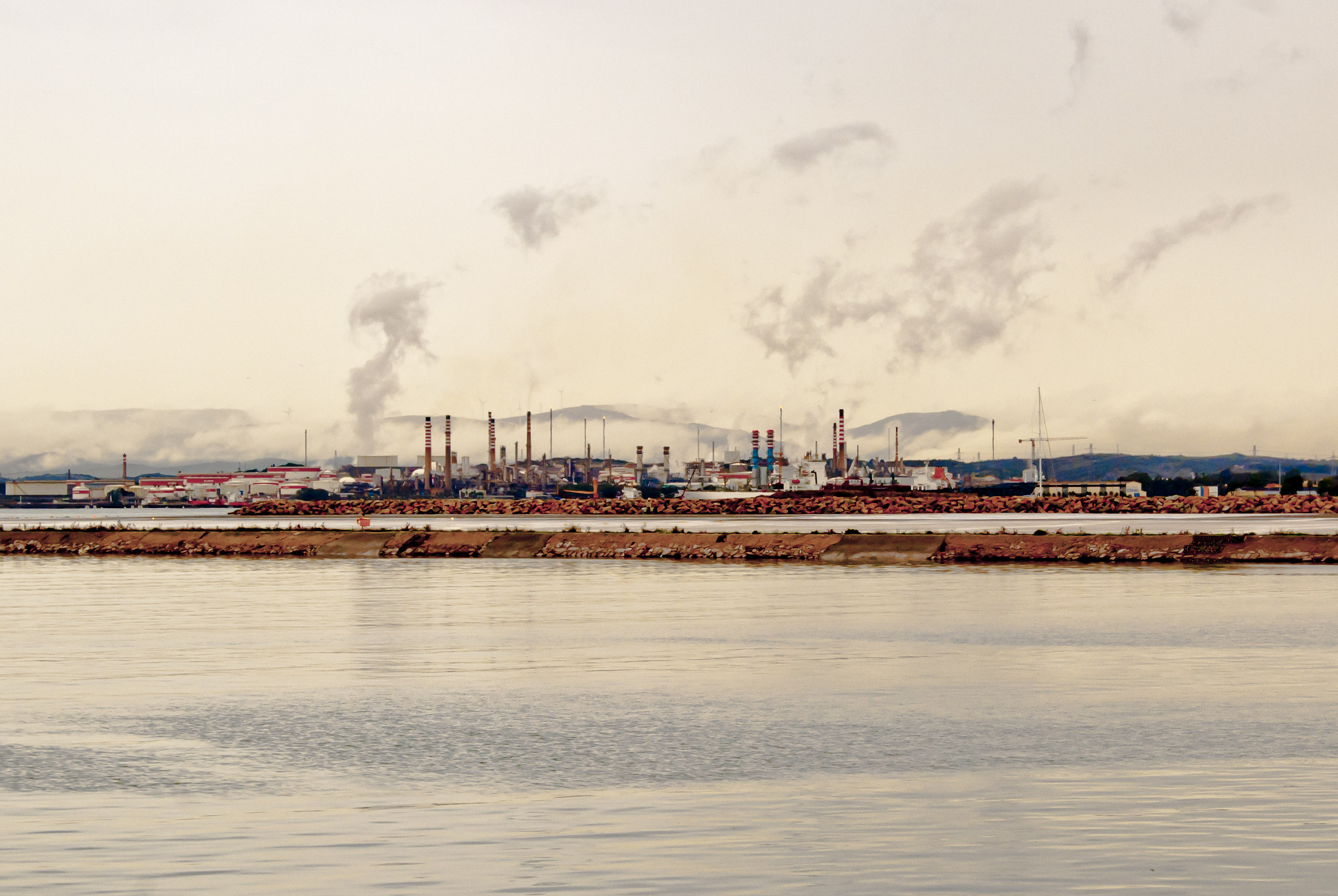
La refinería vista desde la bahía de Algeciras.

La refinería se encuentra en la misma playa, aunque la playa se encuentra libre, según la Ley de Costas. De la refinería sale un pasillo hacia el mar que comunica con un pantalán, a unos 100 metros de la costa, con capacidad para 8 atraques. También se dispone de una monoboya situada a 1 milla de la costa en aguas de gran profundidad, donde pueden atracar petroleros de hasta 350.000 TPM. Estas instalaciones dependen de la Autoridad Portuaria de la Bahía de Algeciras.
El crudo de CEPSA se extrae en yacimientos situados en Argelia y en las costas de Tarragona, y se traslada a la refinería en petroleros. También se producen intercambios de materias ya refinadas y se abastece de combustible mediante barcazas a los barcos que cruzan el Estrecho de Gibraltar.

## Accidentes
El accidente laboral más grave sucedido en España, conocido como la explosión en el Campo de Gibraltar de 1985, tuvo lugar el 26 de mayo de 1985 cuando el navío Petragen One atracado en el pantalán de la refinería explotó haciendo que el petrolero de Campsa, Camponavia, también explotara girando 90 grados sobre su costado de estribor y sumergiéndose en el fondo del puerto. Fallecieron 33 personas y 36 resultaron heridas de consideración.
El 21 de enero de 2003 la gabarra de CEPSA Spabunker IV, que se dedicaba a abastecer de combustible a los barcos que cruzan el Estrecho de Gibraltar, naufragó durante un temporal cuando se dirigía desde el pantalán a buscar refugio en el puerto de Algeciras, a apenas unas millas. Falleció el capitán.

## Efecto medioambiental en la zona
En mayo de 2014 la Organización Mundial de la Salud mostró que la población de La Línea de la Concepción, cercana a la refinería tenía la peor calidad de aire de España. El informe confirmó niveles inadmisibles de partículas tipo PM10 y PM2.5 en el aire, que solo podían provenir de la refinería. En mayo de 2016 el informe de la OMS situó a La Línea en el tercer puesto de peores niveles de contaminación en España.
Las poblaciones cercanas han denunciado también hay días que no pueden respirar y se ven obligados a cerrar ventanas y evitar salir a la calle, como el caso de San Roque. En 2009 se denunció también una fuga de nube de azufre que han provocado irritación en la vías respiratorias en los vecinos de Puente Mayorga. A esto se le incluye fugas en los acuíferos, lo cual ha sido negado por CEPSA, alegando que cumple con las exigencias dadas por la Junta de Andalucía y que el vertido accidental producido el 24 de agosto de 2008 fue subsanado y limpiado en el mismo día.
Organizaciones ecológistas han solicitado que se haga un estudio epidemiológico de la zona, debido al supuesto alto índice de cáncer entre los habitantes de las poblaciones cercanas. La Junta de Andalucía ha respondido que la incidencia de cáncer en la zona se corresponde con la media nacional.